# Fervento
Fervento is een plaats (frazione) in de Italiaanse gemeente Boccioleto.